# فريدريش كراوس

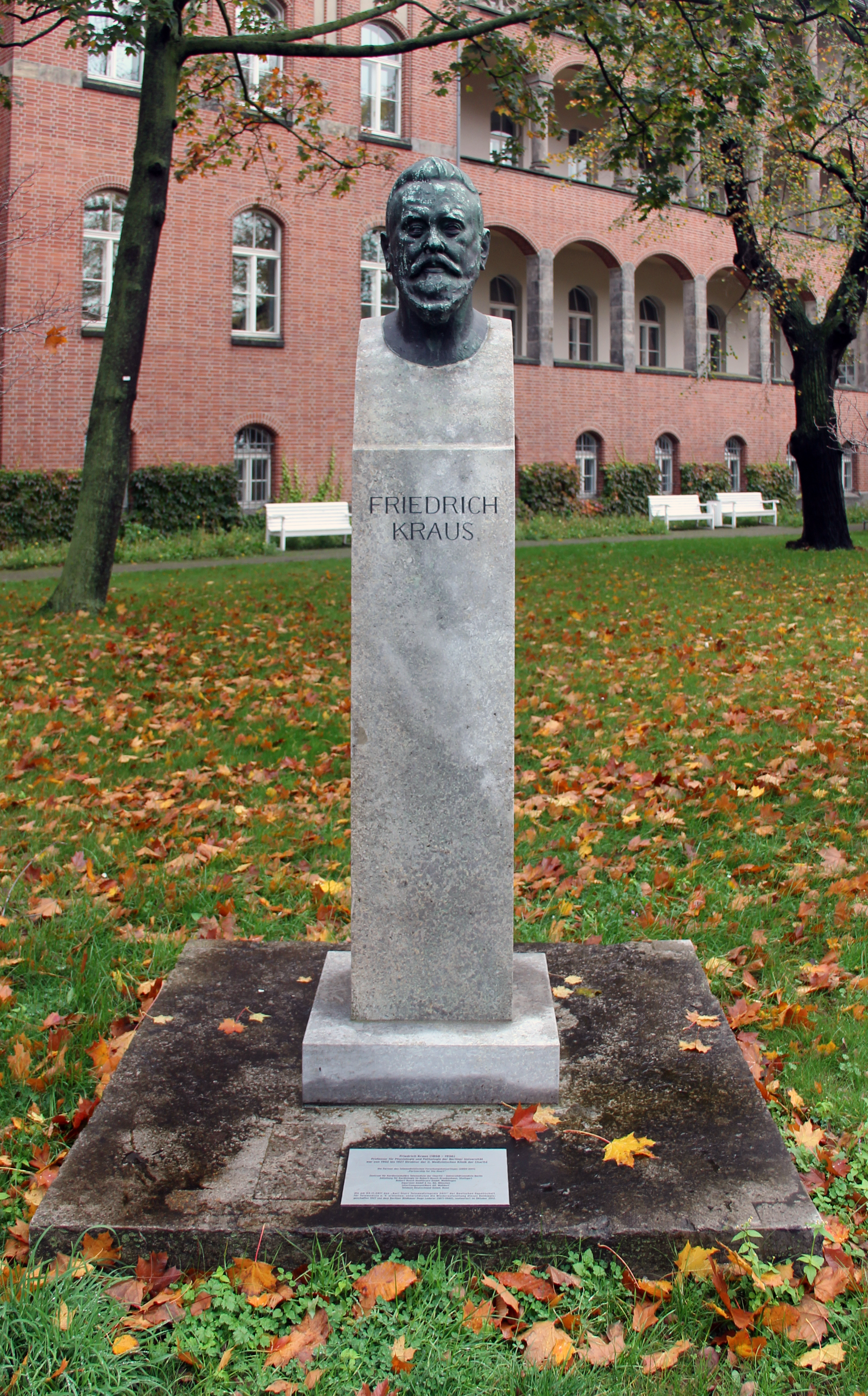
فريدريش كراوس

فريدريش كراوس (بالألمانية: Friedrich Kraus)‏ (و. 1858 – 1936 م) هو طبيب، وطبيب باطني، وأستاذ جامعي، من النمسا، ولد في ديتشين، كان عضوًا في الأكاديمية الألمانية للعلوم ليوبولدينا، توفي في برلين، عن عمر يناهز 78 عاماً.